# 沖縄県道81号宜野湾北中城線
沖縄県道81号宜野湾北中城線（おきなわけんどう81ごう ぎのわんきたなかぐすくせん）は、沖縄県宜野湾市から同県中頭郡北中城村に至る主要地方道に指定された県道である。

## 概要

### 路線データ
- 起点 : 沖縄県宜野湾市字伊佐（国道58号、伊佐交差点）
- 終点 : 沖縄県中頭郡北中城村字渡口（国道329号・沖縄県道227号沖縄県総合運動公園線、渡口交差点）
- 路線延長 : 5.4 km

## 歴史
- 1953年（昭和28年） 軍道30号線として指定。
- 1972年（昭和47年）5月15日 本土復帰前と同時に一般県道30号線となる。
- 1982年（昭和57年） 県道30号線が現路線名として主要地方道に昇格。
- 1999年（平成11年） 伊佐交差点が大幅改良され、伊佐 - 普天間の宜野湾市区間が4車線となる。
- 2021年（令和3年）3月20日 喜舎場 - 渡口の4車線のバイパスが開通し（和仁屋 - 渡口は暫定3車線）、石平 - 和仁屋の北中城村区間のほとんどが4車線となる[1]。

## 路線状況
起点 - 宜野湾市普天間交差点の宜野湾区間と北中城村石平交差点 - 終点の北中城区間の東西に分かれる。宜野湾区間は北側が米軍基地のキャンプ・フォスターとなっており、全区間4車線となっている。北中城区間も石平交差点 - 安谷屋交差点付近が4車線となっており、現在は終点の渡口交差点まで4車線拡幅へ向け整備中。

### 重複区間
- 国道330号（宜野湾市普天間 - 北中城村石平）

## 地理

### 通過する自治体
- 沖縄県
  - 宜野湾市 - 中頭郡北中城村

### 交差する道路
- 国道58号（起点）

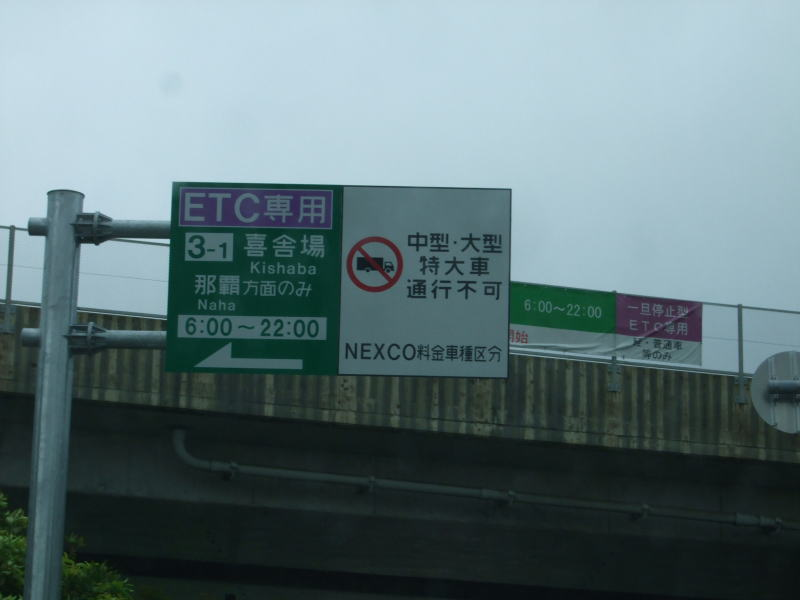
県道上にあるスマートインターチェンジの案内板

- 国道330号（宜野湾市普天間交差点・北中城村石平交差点）
- 沖縄県道29号那覇北中城線（北中城村安谷屋第一安谷屋交差点）
- 沖縄県道146号線（同）
- 沖縄自動車道（北中城村喜舎場・通過のみ） 近くにスマートICを併設した喜舎場BS（高速バス専用バス停）がある。
- 国道329号（終点）
- 国道331号（終点 - 国道329号に重複）
- 沖縄県道227号沖縄県総合運動公園線（終点）

### 沿線
- キャンプ・フォスター（宜野湾市伊佐 - 普天間）
- 普天間宮（宜野湾市普天間）
- 北中城村役場（北中城村喜舎場）

### 路線バス
宜野湾市伊佐 - 普天間の宜野湾区間は那覇バスターミナルから沖縄市・うるま市方面（一部はうるま市経由名護方面）へ向かう路線の多くがこの区間を通り本数も多い。一方北中城村石平 - 渡口の北中城区間は宜野湾市内の国道330号を通って渡口で国道329号に出る路線があるものの県道227号に向かう路線はない。またバイパス開通後も旧道との並行区間は旧道を通過している。なお全区間通る路線バスはない。
宜野湾区間（伊佐 - 普天間）を通る路線
（★印は国道58号から右折 - そのまま直進で国道330号へ、☆印は国道58号から左折 - 普天間から右折で国道330号へ）
- 23番・具志川線（琉球バス交通）★
- 31番・泡瀬西線（東陽バス）★
- 77番・名護東線（沖縄バス）★
- 88番・宜野湾線（琉球バス交通）☆
- 223番・具志川おもろまち線（琉球バス交通）★
- 331番・急行バス（久茂地経由）（東陽バス）★
- 777番・急行バス（屋慶名）線（沖縄バス）★

北中城区間（石平 - 渡口）を通る路線
- 52番・与勝線（沖縄バス） 渡口からは左折で国道329号へ
- 61番・前原線（沖縄バス） 渡口から左折で国道329号へ
- 152番・イオンモール沖縄ライカム（高速）線（琉球バス交通）　石平交差点 - 第一安谷屋交差点の区間のみ（安谷屋から北中城インターチェンジ経由で沖縄自動車道（那覇方面）へ）